# Lorenzo Bartolini
Pour les articles homonymes, voir Bartolini.
Lorenzo Bartolini (Vernio, 7 janvier 1777 - Florence, 20 janvier 1850) est un sculpteur italien, représentant du purisme italien en sculpture.

## Biographie
Fils d'un maréchal-ferrant, il connaît des débuts difficiles, exécutant des copies et du mobilier sculpté dans l’entreprise des frères Giuseppe et Pietro Pisani  à Florence, avant d’entrer chez le sculpteur Barthélemy Corneille à Volterra. Puis il se rend  à Paris en 1797 où il fréquente l’atelier de Jacques-Louis David et affine ses compétences en tant que modélisateur en albâtre : il y étudie la peinture avec Desmarets et la sculpture dans l’atelier de François-Frédéric Lemot.
Il remporte le deuxième prix de l'Académie en 1803 avec le bas-relief Cleobis et Biton, et compte au nombre des sculpteurs qui travaillent à la colonne érigée place Vendôme (1806-1810), en exécutant le bas-relief de la Bataille d'Austerlitz. Il réalise de nombreuses petites pièces pour l'écrivain Vivant Denon et les bustes des compositeurs Méhul et Cherubini, mais son grand commanditaire est Napoléon, dont il crée un buste colossal pour le portail du Louvre.
La haute protection de l’empereur et de sa sœur Élisa explique sa nomination, en 1807, comme professeur à l’Académie des beaux-arts de Carrare, en dépit de l'opposition des artistes locaux. Elisa Bonaparte Baciocchi comptant faire de sa principauté un centre de production de sculptures sous l’Empire, elle crée une caisse d’épargne, la Banca elisisiana, ayant pour but de stimuler la production artistique et financer, avec le soutien notamment de Jean-Gabriel Eynard, une manufacture d’État dont Bartolini est aussi directeur. Il devient ainsi le sculpteur officiel de la famille Bonaparte et réalise notamment, en 1809, un buste d’Elisa Baciocchi de caractère iconique.
En 1815, après la chute de Napoléon, il retourne à Florence et y vit quelques années difficiles en raison de sa compromission avec le régime bonapartiste, mais son talent d’artiste lui permet de faire oublier son passé politique. Vers 1818, il sculpte l' Ammostatore (celui qui fait le moût), un enfant qui écrase le raisin, basé sur Donatello et Verrocchio, avec une observation attentive de la réalité et un modelage de délicate finesse.
Le financier suisse Jean-Gabriel Eynard compte parmi les importants clients du sculpteur, auquel il a fait appel pour meubler son palais à Florence, puis, dès 1810, pour sa maison de campagne de Beaulieu près de Rolle. Mais la première commande documentée date de 1823 et concerne cinq statues pour sa nouvelle résidence de Genève le Palais Eynard. Il commande ainsi une statue en pied de son épouse Anna Lullin de Châteauvieux (1793-1868), deux versions d’œuvres en cours d’exécution dans l’atelier de Bartolini, la Nymphe de l’Arno et la Charité éducatrice, ainsi que deux copies de statues antiques, le Tireur d'épine du Capitole à Rome et la Vénus accroupie des Offices à Florence.
En 1824, l’artiste connaît un grand succès avec le groupe sculpté de la Charité éducatrice, conçu pour une chapelle de la Villa di Poggio Imperiale, mais aujourd'hui conservé dans la Galerie Palatine au Palazzo Pitti. La copie demandée par Eynard n’a jamais été exécutée. En 1829, il reçoit de l'ancienne impératrice Marie-Louise, devenue duchesse de Parme, la commande du monument funéraire qu'elle a choisi en hommage à son deuxième mari, Adam Albert, comte de Neipperg, général et homme d'Etat autrichien.
En 1830, les fils de Nicolas Demidoff, Anatolij et Pëtr, lui commandent un monument à la mémoire de leur père, prince de San Donato, monument qui depuis 1871 s’élève place Demidoff à Florence ; l'œuvre se compose de cinq groupes de figures — seul celui de la Beneficenza est entièrement de la main de Bartolini — et a été complétée par son élève Romano Romanelli. Bartolini ayant utilisé un marbre particulièrement prisé, le zuccherino, mais friable à l’eau, il a été nécessaire de le protéger par un toit.
Nommé en 1839 professeur de l’Académie des Beaux-arts de Florence, Bartolini y diffuse son style puriste, plus lié à la nature qu'un certain néoclassicisme plus idéaliste.
Une de ses œuvres les plus connues est La fiducia in Dio (La confiance en Dieu, 1835), conservée au Museo Poldi Pezzoli de Milan qui, bien qu’inspirée de la Madeleine pénitente d’Antonio Canova, s'écarte sensiblement de la sculpture néoclassique pour aller vers une inspiration plus naturelle. La sculpture est commandée par Rosa Trivulzio Poldi Pezzoli - dont la famille avait déjà commandé un buste de la Marquise – veuve de Giuseppe Poldi Pezzoli en 1833.
Son dernier travail important est le monument funéraire de la princesse polonaise Sophie Zamojska, dans la basilique de Santa Croce à Florence, terminé en 1844.

« Bartolini délaissa progressivement les thématiques et les prescriptions formelles du néoclassicisme, en cherchant une inspiration naturaliste dans les sculpteurs toscanes du XVe siècle, en particulier en Desiderio da Settignano. Il réussit à sensibiliser en surface, mais non pas à modifier en structure, la forme strictement volumétrique des adeptes plus directes de Canova. Il adopta des schémas de composition plus mûrs, il modula les surfaces pour obtenir des lumières plus variées, en ménageant les ombres et graduant les nuances de clair-obscur ; de cette forme plus animée, il fit émerger coins à peine arrondis, points et glissements de lumière entre des ombres plus douces. Son choix de style anticipe la tendance à remettre en valeur, après la dogmatisme formel néoclassique, un discours (toscane, bien sûr) moins théorique et plus historique. Mais si plus tard les Macchiaioli feront de cette tendance une réelle recherche figurative, Bartolini fit plus une question d'éloquence que de langage »

— C. G. Argan, L'arte moderna. 1770-1970, Sansoni, Florence 1970.

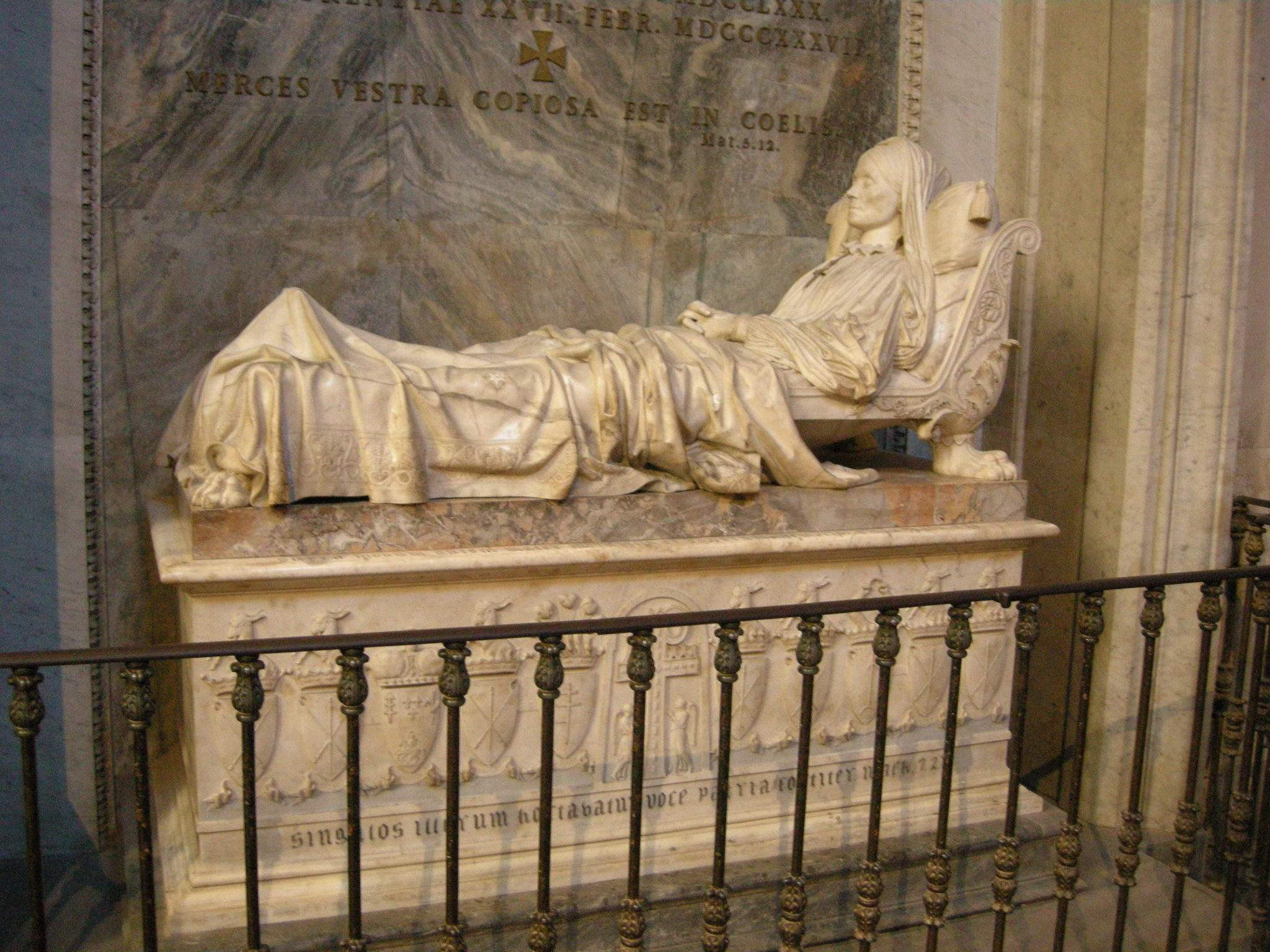
Monument funeraire à Sophie Zamojska

L'ensemble des modèles et des études de son atelier ont été placés dans une gypsothèque intitulée à son nom de la galerie de l'Académie des Beaux-Arts de Florence ; le dictionnaire Bénézit cite d'autres œuvres au musée Pitti en 1948.
Bartolini meurt en 1850 et est enterré dans la chapelle de Saint-Luc de la basilique de la SS. Annunziata à Florence.
Ingres réalise deux portraits de son ami, l’un à Paris en 1806 (Montauban, Musée Ingres) et un autre à Florence en 1820. Ce dernier est conservé au Musée du Louvre.

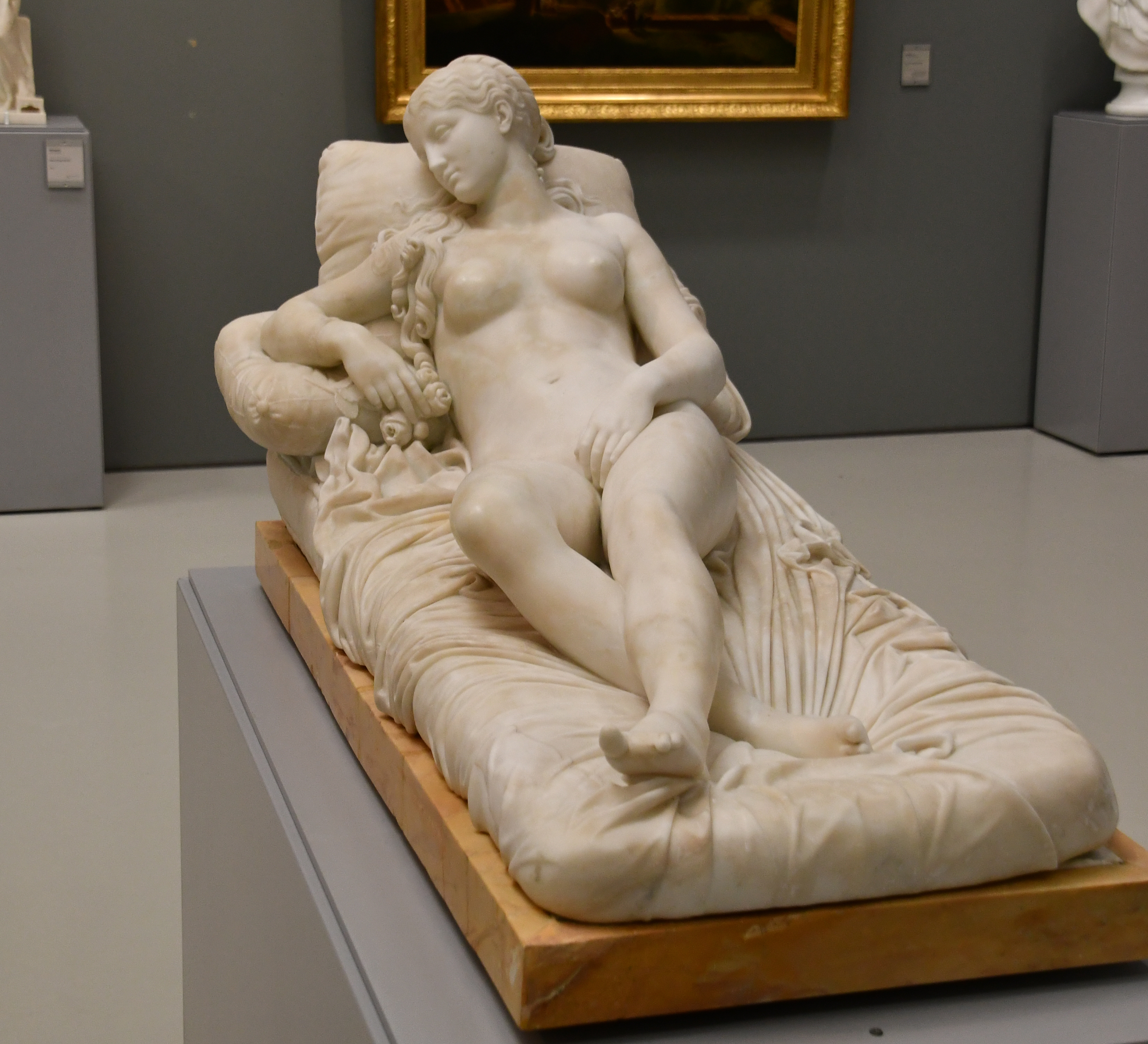
Vénus Couchée, 1820-1830, Musée Fabre, Montpellier

## Œuvres

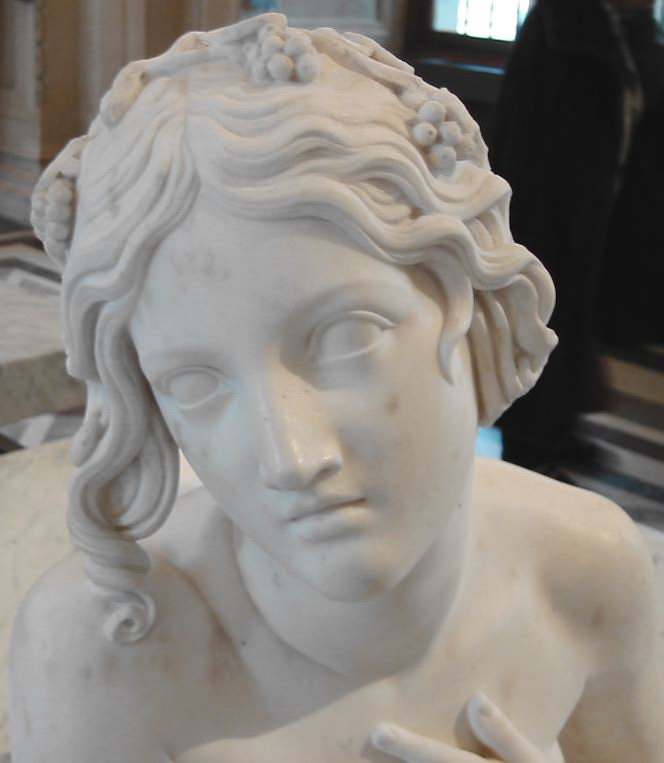
Dircé

- Parmi ses œuvres, une série de bustes :
  - Napoléon (musée du Louvre) ;
  - Méhul ;
  - Denon ;
  - Cherubini ;
  - Madame de Staël;
  - Byron (cité par Bénézit ds un musée de Londres en 1948) ;
  - C. Delavigne ;
  - Rossini - un exemplaire au Musée de la vie romantique, Paris
  - Elisa Baciocchi, Prato, Museo di Palazzo Pretorio
  - Elisa Bonaparte (marbre, mairie d'Ajaccio) ;
  - Félix Baciocchi (marbre, mairie d'Ajaccio, Château de Versailles (daté 1809) et Musée Marmottan-Monet) ;
  - Joseph Bonaparte, roi d'Espagne (marbre, 1809, Château de la Malmaison) ;
  - Jérôme, roi de Westphalie (marbre, Musée de La Malmaison) ;
  - Impératrice Joséphine (albâtre, cité en 1948 dans le dictionnaire Bénézit, comme étant à Trianon) ;
  - Ewelina Hańska (marbre, vers 1837, Musée Bertrand de Châteauroux)[5] ;
  - Baronne de Montaran (marbre, Musée des Beaux-Arts de Caen) ;
  - Jean-Gabriel Eynard (avant 1810), Bibliothèque de Genève[2],[6];
- Anne Eynard-Lullin, Genève, Palais Eynard ;
- la statue de Machiavel dans une des niches du Piazzale des Offices de Florence ;
- le monument (urne funéraire) de Lady Stratford Canning, Cathédrale de Lausanne ;
- la statue de Napoléon Ier en empereur romain, 1813, Bastia, Place Saint-Nicolas)
- un des bas-reliefs de la place Vendôme, Paris ;
- Circé (marbre, version réduite de la statue réalisée pour le duc de Devonshire de 1824 à 1834, anc. coll. Pourtalès-Gorgier, Paris, musée du Louvre) ;
- Nymphe au scorpion (marbre, commandé par le prince Charles de Beauvau-Craon, Salon des beaux-arts de 1845 ; Paris, musée du Louvre) ;
- Nymphe au scorpion (marbre, musée de l'Ermitage de Saint-Pétersbourg) ;

- Nymphe de l’Arno, Grande-Bretagne, collection privée[2].
- La Foi en Dieu (marbre, musée de l'Ermitage de Saint-Pétersbourg) ;
- Carità educatrice (marbre, Rijksmuseum Amsterdam et Florence, Palais Pitti).
- Vénus couchée, d’après la Venus d'Urbino de Titien, Musée Fabre, Montpellier;
- Tireur d’épine, Genève, Palais de l’Athénée ;
- Vénus accroupie, Genève, Palais de l’Athénée ;
- Diane de Gabies (provenance Palais Eynard ?), Genève, Bibliothèque d’art et d’archéologie ;
- Amazone, Genève, Palais de l'Athénée;
- Apollon Médicis, Genève, Palais de l'Athénée;
- Vénus de Médicis, autrefois Musée d'art et d'histoire, Ville de Genève[2].